# Animal (Pearl Jam)
"Animal" is een nummer van de Amerikaanse rockband Pearl Jam, en werd in 1994 als derde single van het album Vs. vrijgegeven. Hoewel het nummer aan de band als geheel wordt toegeschreven, is de tekst vooral door zanger Eddie Vedder geschreven en de muziek door gitarist Stone Gossard. In de Verenigde Staten werd het nummer pas in juni 1995 als single verkocht. Daarvoor was de single als (duurdere) importversie beschikbaar.
Over de tekst zei Vedder in 1993 tegen Melody Maker: “Ik wil er liever niet over praten. Het is niet zo erg persoonlijk, maar eigenlijk dat iemand van de platenmaatschappij eens zei dat ze het stemgeluid beter wilden laten horen. Hij wilde mensen precies laten horen wat ik zong. Dus zei ik hem waar het nummer over ging, en hij gaf me gelijk en stelde voor het stemgeluid te laten zoals het was. Misschien willen we niet dat mensen precies weten waarover het gaat".
Oorspronkelijk heette het tweede album van Pearl Jam niet Vs. maar Five Against One, wat uit het nummer Animal komt.
Animal werd voor het eerst live gespeeld op 13 mei 1993 tijdens een verrassingsconcert in San Francisco. Het werd ook gespeeld in september 1993 tijdens de MTV Video Music Awards. Sindsdien is het een vaak gespeeld nummer tijdens concerten van Pearl Jam.